# Tasmabrochus turnerae
Tasmabrochus turnerae is een spinnensoort uit de familie Macrobunidae. De soort komt voor in Tasmanië.